# Ossenreyerstraße 3 (Stralsund)
Das Haus mit der postalischen Adresse Ossenreyerstraße 3 ist ein unter Denkmalschutz stehendes Gebäude in der Ossenreyerstraße in Stralsund, an der Ecke zur Ravensberger Straße.

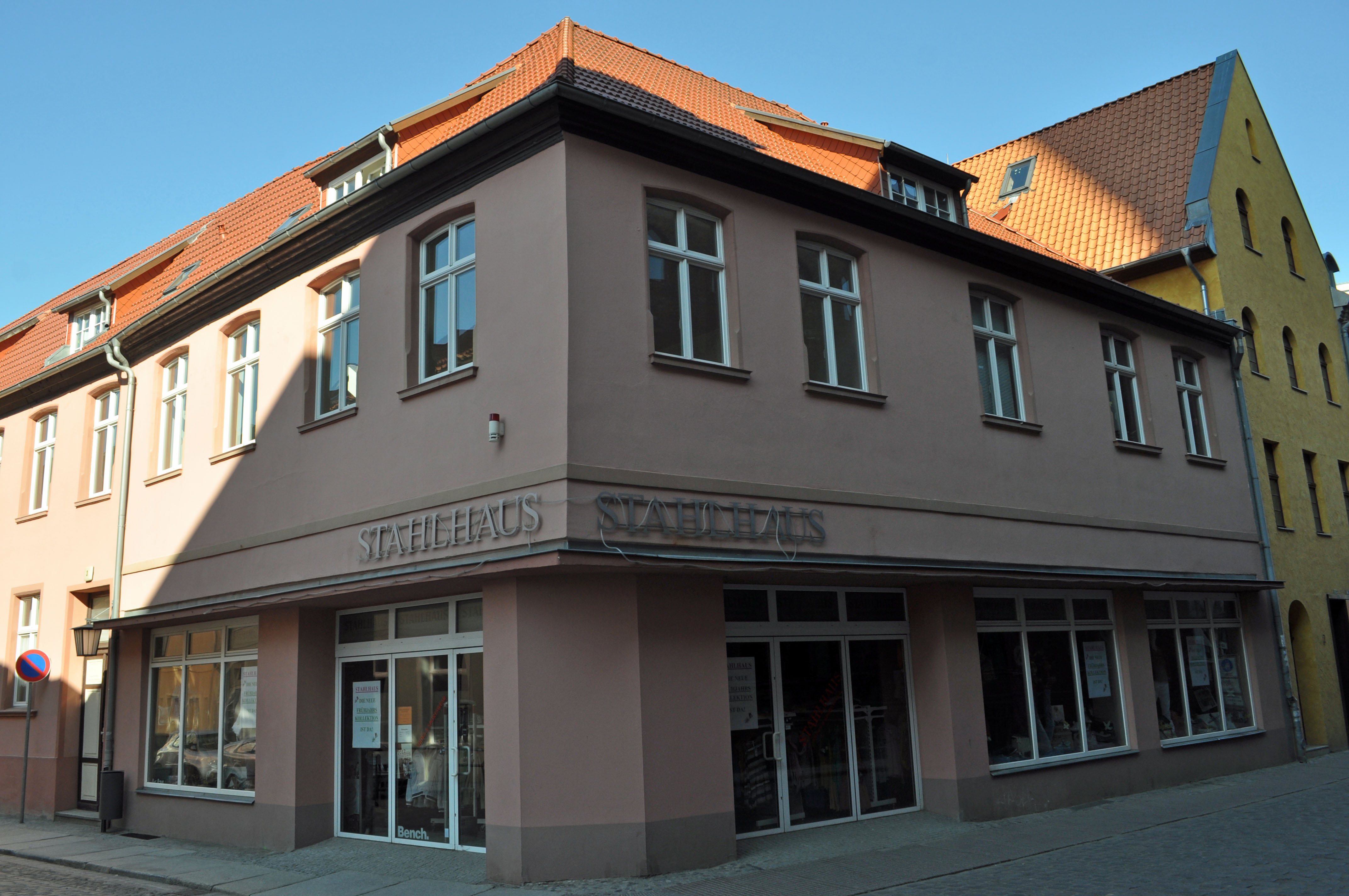
Das Haus Ossenreyerstraße 3 Stralsund (2012)

Der zweigeschossige verputzte Eckbau nahe dem Stralsunder Rathaus wurde am Beginn des 19. Jahrhunderts errichtet.
Die Fassade zur Ravensberger Straße ist noch nahezu im ursprünglichen Erscheinungsbild erhalten; die Ecke des Gebäudes und die Fassade zur Ossenreyerstraße wurden durch einen Ladeneinbau erheblich gestört.
Das Haus liegt im Kerngebiet des von der UNESCO als Weltkulturerbe anerkannten Stadtgebietes des Kulturgutes „Historische Altstädte Stralsund und Wismar“. In die Liste der Baudenkmale in Stralsund ist es mit der Nummer 617 eingetragen.